# Horné Štitáre
Horné Štitáre jsou obec v okrese Topoľčany v Nitranském kraji na západním Slovensku. Žije zde 654 obyvatel. V roce 2011 zde žilo 491 obyvatel.

## Geografie

### Poloha
Obec leží ve střední části Nitranské pahorkatiny na horním toku Perkovského potoka. Odlesněné terén leží v nadmořské výšce 182–222 m, střed obce ve výšce 194 m n. m. Území tvoří mladší terciérní jíly kryté spraší. Půdním typem je hnědozem.

## Využití půdy
Celková rozloha území obce je 5,68376 km², z toho v roce 2020 připadalo 92 % na zemědělskou půdu. Využití půdy (2020): 81 % orná půda. 2 % chmelnice, 4 % zahrady a 4,7 % ovocné sady. V roce 2023 připadalo 522,11 ha na zemědělskou půdu, z toho 461,18 ha byla orná půda, 14,08 ha chmelnice, 19,69 zahrady a 26,71 ha ovocné sady. Z nezemědělské půdy 32,17 ha zaujímala zastavěná plocha a nádvoří a 5,45 ha byla vodní plocha.

### Sousední obce
Obec sousedí
| Hajná Nová Ves | Blesovce, Veľké Dvorany |         |
|                |                         | Urmince |
|                | Horné Obdokovce         |         |

## Dějiny
Osídlení obce je doloženo archeologickým nálezem slovanského sídliště z doby Velkomoravské říše. První písemnou zmínkou o obci je darovací listina uherského krále Béla IV. z roku 1246. Název obce je odvozen od názvu lokality, na které se za dob Velkomoravské říše vyráběly obranné štíty. V roce 1753 bylo v obci 20 rodin a 20 opuštěných usedlostí a náležela panství Obdokovskému. V roce 1787 žilo v 30 domech 217 obyvatel a v roce 1828 žilo 232 obyvatel v 34 domech.
V 16. století obcí procházela poštovní cesta a v roce 1558 byla v obci zřízena přepravní stanice koňské pošty.
Znak pochází z 18. století. Tvoří ho modrý štít se zlatým obrněným ramenem, držícím stříbrný meč.
V obci je římskokatolický kostel Božského Srdce Ježíšova z roku 1969.